# مقاطعة بيري (ميسيسيبي)
مقاطعة بيري هي مقاطعة في مسيسيبي، بلغ عدد سكانها 12٬250  نسمة، في 2010، عاصمتها نيو أوغوستا، تبلغ مساحتها 1٬684 كيلومتر مربع.

## الموقع
تشترك في الحدود مع:
- مقاطعة واين (ميسيسيبي).

## التقسيمات الإدارية
- نيو أوغوستا.